# 柴太
柴太（1481年—1513年），字德弘，直隸蘇州府崑山縣人，民籍，明朝政治人物。

## 生平
正德五年（1510年）庚午科應天府鄉試第十四名舉人。正德六年（1511年）中式辛未科會試第一百三十三名，登第二甲第四十三名進士。八月授刑部云南司主事，正德八年（1513年）母亲去世，扶櫬至济宁，八月十六日卒，年三十三。

## 家族
曾祖柴碩；祖父柴宗慶；父柴晟，母計氏。兄柴奇，同科进士。